# Antara Fashion Hall
Antara Polanco es uno de los centros comerciales que cuenta con una ubicación al aire libre de lujo, en la zona de Polanco en la Ciudad de México, México. Cuenta con propuestas en alimentos, entretenimiento, diversión y compras.

## Antecedentes
Antara está ubicado en la Ciudad de México, es un centro comercial que abrió sus puertas en el año de 2006. El centro fue diseñado por el arquitecto mexicano Javier Sordo Madaleno, el mismo que diseñó Artz Pedregal al sur de la ciudad. El centro comercial alberga varios conciertos, desfiles de moda, y exposiciónes durante todo el año, en el mes de diciembre se acostumbra decorar con lámparas y shows de nieve artificial. La plaza ofrece un espacio único al aire libre y un equilibrio entre belleza, glamour y estilo donde comprar, se convierte en una experiencia única. Esta zona de la ciudad se caracteriza por su construcción de torres de cientos de departamentos para la clase media y alta de origen mexicana. 
Antara es un shopping center donde se encuentran las tiendas de última moda y tendencias para hombre, mujeres y ropa de bebé. También alberga algunos emblemáticos restaurantes y bares de la ciudad. De igual manera, en la plaza se encuentran los centros nocturnos Joyroom y Ragga.
Este Centro Comercial es sede de las Flagship Stores de las marcas Apple, Sephora, Pull&Bear y Abercrombie & Fitch en la Ciudad de México, en la zona de Polanco principalmente. Colinda con centros comerciales como Miyana, propiedad de Grupo Gigante.

## Principales boutiques
| Adidas           | Apple                  | Massimo Dutti |              |
| Armani Exchange  | COS                    | Calvin Klein  | Zara Home    |
| Carolina Herrera | Casa Palacio           | Coach         |              |
| DKNY             | Emporio Armani         | Etro          |              |
| Furla            | Guess                  | GamePlanet    |              |
| Hackett          | Hugo Boss              | Juicy Couture |              |
| Just Cavalli     | Longchamp              | Mango         |              |
| Marella          | Mario Hernández        | Michael Kors  |              |
| Nautica          | Nike                   | Paul & Shark  |              |
| Pepe Jeans       | Pull&Bear              | Quiksilver    |              |
| Ralph Lauren     | Sephora                | Sony          | Steve Madden |
| Stuart Weitzman  | Swarovski              | Thomas Pink   |              |
| Tiffany & Co     | Tommy Hilfiger         | Dyson         |              |
| Tous             | Tumi                   | Zara          |              |
| Ragga            | Brooks Brothers miniso |               |              |

Otros negocios
| Cinemex Market    |
| Starbucks         |
| Burger King       |
| Spoleto           |
| McDonald's        |
| Sixties           |
| Nutrisa           |
| Frutos Prohibidos |